# Obermeckenbeuren
Obermeckenbeuren ist ein Ortsteil der Gemeinde Meckenbeuren im baden-württembergischen Bodenseekreis in Deutschland.

## Geographie

Luftaufnahme von Obermeckenbeuren

Es liegt etwa ein Kilometer östlich von Meckenbeuren und zwei Kilometer nördlich von Tettnang.

## Geschichte
Nicht nur die relative Größe und der ringförmige Grundriss des Ortes, sondern vor allem der 1715 erwähnte Flurname Burgbühl könnte ein Hinweis darauf sein, dass Obermeckenbeuren im frühen Mittelalter einen eigenen Ortsadel hatte. Belege hierfür gibt es jedoch nicht.
Die Grundherrschaft in Obermeckenbeuren war im Mittelalter zersplittert. Seit 1371 erwarb der Ravensburger Bürger Hans Isenbach Besitzungen: 1371 einen Hof von dem Lindauer Wilhelm von Laimnau, 1374 den halben Zehnten als Waldburger Lehen von Konrad Naster, 1382 einen weiteren Zehnten von Kunz Wolfegger. Hans Isenbach, Nachfahre der Herren von Isenbach (Eisenbach), war 1436 und 1447 in Obermeckenbeuren ansässig. Auch das Spital Buchhorn und die Herren von Wolfurt hatten Besitz in Obermeckenbeuren. Der Wolfurtsche Maierhof (erstmals 1398 erwähnt) ging 1405 mit der Burg Gießen an das Spital Lindau. Die waldburgischen Lehen kamen 1527 in den Besitz der Grafen von Montfort, das Eigentum daran ging 1785 von Waldburg an Österreich. 1805 kam Obermeckenbeuren ebenso wie Tettnang und Meckenbeuren an Bayern, erst 1810 wird Obermeckenbeuren zu Meckenbeuren an Württemberg eingemeindet. Seither gehört der Ort zur Schultheißerei bzw. Gemeinde (Unter-)Meckenbeuren. Im Jahre 1515 gab es in Obermeckenbeuren 19 Häuser.

### Einwohnerentwicklung
Die Einwohnerzahl blieb zwischen 1789 (141) und 1910 (142) nahezu konstant; 1938 wurden 154 Personen gezählt.

## Religion

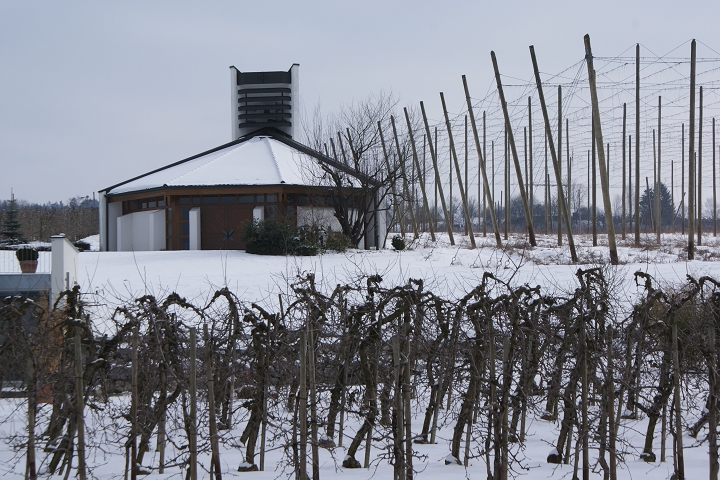
Kapelle Maria Königin des Friedens

Obermeckenbeuren ist schon immer römisch-katholisch geprägt, wie auch viele andere Orte Oberschwabens.
Früher gehörte Obermeckenbeuren zur katholischen Pfarrei St. Gallus Tettnang, doch seit vielen Jahren gehört sie zur katholischen Pfarrei St. Maria von der immerwährenden Hilfe Meckenbeuren.
Die Frömmigkeit besiegelten die Ortsbewohner mit dem Bau einer Kapelle in den Jahren 1981 bis 1983. Die Kapelle wurde am einstigen Kirchweg in Richtung Fünfehrlen an der Stelle eines jahrhundertealten Dorfkreuzes erbaut. Schon als 1913 die einstige Kapelle in (Unter-)Meckenbeuren abgerissen wurde und der jetzigen Pfarrkirche weichen musste, bemühten sich die Obermeckenbeurener um den Erwerb dieses Gotteshauses und um seine Versetzung. Am 8. Mai 1983 konnte eine neue Kapelle durch den Rottenburger Bischof Georg Moser eingeweiht werden.
Am Sonntag, den 4. August 2013 hatte die Kapelle Maria Königin des Friedens ihr 30 bestehen mit einem Gottesdienst der Kapelle.

## Kultur
In Obermeckenbeuren werden schon lange Hopfen und Obst angebaut, außerdem wird teils noch Viehwirtschaft betrieben. Den Mittelpunkt des Ortes stellt die Kapelle Maria Königin des Friedens am leicht erhöhten östlichen Ortsrand dar.